# NGC 7759
NGC 7759 este o galaxie situată în constelația Vărsătorul. A fost descoperită în 28 noiembrie 1885 de către Lewis A. Swift.